# Ciutat metropolitana de Nàpols
La Ciutat metropolitana de Nàpols (en italià Città metropolitana di Napoli) és una ciutat metropolitana de la regió de la Campània a Itàlia. La seva capital és Nàpols.
Limita al nord amb les Províncies de Caserta i Benevent, a l'est amb la Província d'Avellino, al sud amb la Província de Salern i a l'oest amb el mar Tirrè. La Ciutat metropolitana s'estén per una estreta plana costanera esquitxada per penya-segats i coberta per contraforts muntanyosos dels Apenins i formacions volcàniques entre les quals destaca el Vesuvi, volcà sobre el qual s'assenten poblacions amb importants restes romanes, com Pompeia i Herculà.
Té una àrea de 1.171 km², i una població total de 3.109.160 Hab. (2016) Hi ha 92 municipis a la ciutat metropolitana.
L'1 de gener de 2015 va reemplaçar a la província de Nàpols.